# Iberien (Kaukasien)
Iberien oder Iberia (georgisch იბერია), in den georgischen historischen Quellen auch Königreich Kartli (georgisch ქართლი) genannt, ist ein antiker georgischer Staat im Kaukasus. Das Zentrum dieses Staates lag östlich des Lichi-Gebirges im Tal der Kura.

## Geschichte

### Entstehung des Königreichs Iberien
Nach den Einfällen der Kimmerer und Skythen in Kleinasien im 8. und 7. Jahrhundert v. Chr. entstanden vermutlich mehrere kleine Staaten auf dem Gebiet des heutigen Georgien. Im 6. Jahrhundert v. Chr. bildete sich der Staat Iberien heraus. Dieser lag in direkter Nachbarschaft zum persischen Achämenidenreich und unterlag daher noch mehr als der zur gleichen Zeit entstandene Nachbarstaat Kolchis einem starken persischen Einfluss in Politik und Kultur. Die frühe Hauptstadt war möglicherweise Uplistsiche, eine in Innerkartlien gelegene, in Fels gehauene befestigte Stadt, die schon verhältnismäßig früh angelegt worden war.
In Iberien gab es schon bald eine große soziale Differenzierung zwischen Arm und Reich, wie Grabfunde belegen. Die Bautechnik, insbesondere der Festungsbau, war weit fortgeschritten, und es gab mehrere bedeutende Städte wie Chowle, Kaspi, Sarkine, Urbisi und Odsrche.

### Eroberung durch Ason und Einigung durch Parnawas

Iberien unter Parnawas

Nachdem Alexander der Große Ende des 4. Jahrhunderts v. Chr. das Perserreich erobert hatte, fiel nach seinem Tod auch sein Reich in sich zusammen. Iberien, das durch die Vernichtung Persiens unabhängig wurde, wurde daraufhin durch die neu entstandenen Staaten Armenien und Pontos bedroht. Aus Pontos kam ein gewisser Ason, wahrscheinlich ein in Pontos gebürtiger Georgier. Die Berichte, er wäre von Alexander dem Großen eingesetzt worden, lassen sich nicht bestätigen, da dieser zudem nie in Georgien war. Ason eroberte die Kolchis und Iberien, das von ihm eroberte Gebiet reichte vom Schwarzen Meer bis zu den Grenzgebieten Iberiens in Heretien und am Fluss Berdudshi. Er machte Mzcheta zu seiner Hauptstadt. Die Mauern der Städte ließ er schleifen, doch baute er die Burgen aus, in denen seine Truppen stationiert waren. Seine Herrschaft soll grausam und blutrünstig gewesen sein, so versuchte er, das alte Herrschergeschlecht Iberiens auszurotten und konnte es zumindest vertreiben.
Der letzte Sohn der Familie, Parnawas, floh nach Persien. Bald darauf kehrte er zurück und verbündete sich mit Kudschi, dem Herrscher von Kolchis. Auch die Osseten und Völkerschaften Dagestans beteiligten sich daraufhin an dem Angriff auf Ason, da sie ihm nicht mehr tributpflichtig sein wollten. Auch liefen Teile der Truppen Asons zu Parnawas über. So wurde Ason in die Festungen von Klardschetien vertrieben und Parnawas eroberte erst Mzcheta, dann den Rest Iberiens. Es gelang ihm, sich mit dem Seleukiden Antiochos zu verbünden, so dass er Unterstützung aus Armenien bekam. Im Jahr darauf erhielt Ason seinerseits "griechische" Verstärkung, die wohl von den Feinden des Seleukiden (siehe Diadochenkriege) entsandt worden war. So kam es bei Nakalakewi bei Artini zur Schlacht, die die Georgier und Seleukiden gewannen. Daraufhin wurde Ason getötet und Parnawas verheerte das griechisch besiedelte Gebiet von Andsiandsor bis Eklezi und eroberte Klarschetien. Mzcheta wurde auch seine Hauptstadt.
Das Reich des Parnawas war, ähnlich wie das Perserreich, in Verwaltungsdistrikte gegliedert, denen Eristawis vorstanden. Sein Staat umfasste ganz Ost- und Südgeorgien und große Teile Westgeorgiens. Kolchis war ihm freundschaftlich verbunden. Er schaffte die Grundlage für das Entstehen eines georgischen Volkes und eines gemeinsamen Staates. Durch Heiratspolitik festigte er die Verbindungen zu den Osseten und Durdsuken, seine Schwester gab er dem kolchischen König Kudschi zur Frau. Es wurden während seiner Zeit viele Nachbargebiete unter iberische Kontrolle gebracht, vor allem in Nordkaukasien und Albania. Mit dem Seleukidenreich verband Iberien eine enge Freundschaft.
Auch die Kultur wurde gefördert und die georgische Sprache verbreitet. Die georgische Schrift wurde einigen Quellen nach von Parnawas geschaffen, wahrscheinlich aber nur überarbeitet und vereinheitlicht. Auch entfaltete sich eine rege Bautätigkeit. Parnawas ließ Mzcheta mit einer neuen Stadtmauer befestigen und alle von Ason zerstörten Burgen wiederaufbauen. Auch begann er mit der Anlage der Residenz der iberischen Könige, Armasziche. Auf der Höhe vor Mzcheta errichtete er eine große Statue für die Gottheit Armasi. Unter dieser wurde er nach 65 Jahren Regentschaft auch bestattet. Mzcheta war zu dieser Zeit eine Weltstadt, am Hof wurde neben Georgisch vor allem Griechisch und Aramäisch gesprochen.

### Unter den Parnawasiden
Parnawas gründete die Dynastie der Parnawasiden, die Iberien über Jahrhunderte beherrschte. Parnawas Sohn und Nachfolger Saurmag musste sich einem Aufstand der Eristawis erwehren, was ihm nur mit Hilfe der Osseten und Durdsuken gelang. Nach ihm begannen Kriege in Iberien und die Einheit geriet in Gefahr. Die Kolchis wurde ganz unabhängig, und unter König Mirwan drangen die Durdsuken in Iberien ein und verwüsteten die nördlichen und östlichen Landesteile. Daraufhin griff Mirwan die Durdsuken an, besiegte sie und zerstörte ihre Hauptstadt Tschartali.

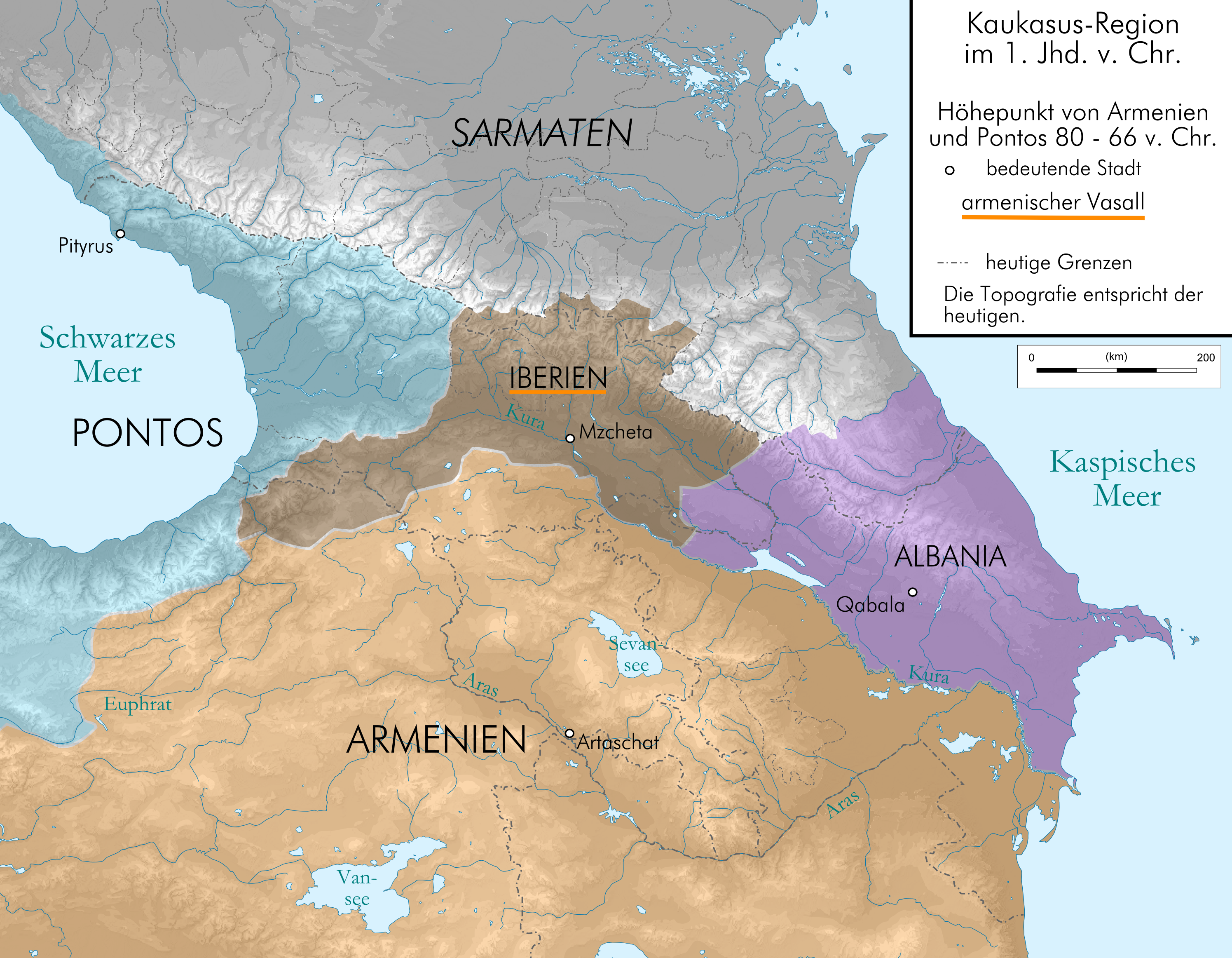
Iberien zur Zeit der größten Ausdehnung Armeniens.

Im 2. Jahrhundert v. Chr. verlor Iberien die südlichen Provinzen Kisiqien, Meschetien, Klardschetien und Teile von Niederkartlien an Armenien. Pontos konnte sich unter Mithridates VI. Eupator die Kolchis einverleiben. Unter König Parnadshom entwickelte sich rege Bautätigkeit, unter anderem ließ er nahe Mzcheta die Burg Saden errichten. Nachdem er die Religion der Perser angenommen hatte, erhoben sich erneut die Eristawis, die die alte Religion behalten hatten, und töteten ihn mit Hilfe der Armenier. Unter seinem Nachfolger Arschak lehnte sich Iberien stark an Armenien an.
Als im dritten mithridatischen Krieg 66 v. Chr. die Römer Pontos endgültig besiegten, unterwarf der römische Feldherr Gnaeus Pompeius darauf auch Armenien und zog dann nach Iberien, welches mit Pontos verbündet gewesen war. König Artag versuchte, die Römer zu einer friedlichen Lösung zu bewegen, scheiterte aber an deren Siegeswillen. Die Römer kamen überraschend schnell und konnten so das Gebiet südlich des Kura rasch einnehmen. Bald darauf eroberten sie einige Gebiete nördlich des Flusses, während Artag ihnen nur auswich. Als es dann doch zur Schlacht kam, erlitten die Iberier eine schwere Niederlage. Nachdem ein für die Römer verlustreicher Kleinkrieg begonnen hatte, rodeten sie die Wälder, um den Iberiern den Schutz zu nehmen. Auch entdeckten die römischen Soldaten viele Frauen unter den Kriegern, weshalb man in Rom glaubte, Pompeius kämpfe gegen die Amazonen. Bald darauf gab Artag endgültig auf. Nachdem er seine Söhne als Geiseln nach Rom geschickt hatte, wurde Iberien Verbündeter und Vasall Roms. Bald darauf eroberte Pompeius auch Kolchis und Albania.

### Zwischen Rom und Persien
Erst im 1. und 2. Jahrhundert konnte sich Iberien wieder erholen. Das erneute Erstarken Iberiens wurden durch Armeniens Schwäche und den Kampf zwischen Rom und dem Partherreich begünstigt. Auch die guten Beziehungen zu den Alanen (Osseten) wirkten sich positiv aus. In den dreißiger Jahren des 1. Jahrhunderts n. Chr. gelang es nach einem Aufstand des parthischen Adels und mit der Zustimmung Roms sogar, große Teile des zwischen Rom und Parthien umstrittenen Armeniens zu besetzen. Daraufhin entbrannte ein Krieg zwischen Iberien und Parthien um Armenien, in dem sich Albania mit Iberien verbündete und die Sarmaten auf beiden Seiten kämpften. Iberien unter dem Feldherrn Parsman, Sohn des Königs, gewann diesen Krieg und König Mirdat setzte seinen Sohn Mirdat als armenischen König ein. Nachdem der parthische (Gegen-)König Tiridates III. gestürzt war, versuchte sein Nachfolger Artabanos II. erneut erfolglos, Armenien zurückzuerobern. Doch bald darauf wurde Mirdat von Armenien nach Rom bestellt und dort gefangen genommen. Kaiser Claudius ließ ihn wieder frei. Mirdats Bruder Parsman griff, nachdem er König Iberiens geworden war, Armenien an und stieß Mirdat vom Thron.
Parsmans Sohn Mirdat führte in den siebziger Jahren des ersten nachchristlichen Jahrhunderts erneut Krieg in Armenien, wobei er, wie bei den Iberiern üblich, sein Heer mit Truppen der Alanen verstärkte. 114 halfen die Iberier den Römern im Krieg gegen die Parther, so dass Armenien und Mesopotamien erobert werden konnten. Parsman II. führte in den dreißiger bis fünfziger Jahren des 2. Jahrhunderts Krieg gegen die Parther und gegen römische Besitzungen. Die Römer behandelten Iberien in dieser Zeit mit äußerster Vorsicht, Trajan bezeichnete Iberien als Freund und Verbündeten. Das gute Verhältnis verschlechterte sich jedoch, nachdem die Georgier die Römer vollständig aus Armenien vertrieben, erfolgreich gegen das Partherreich kämpften und öffentlich Spott gegen Rom trieben. Allerdings erkannte Rom unter Antoninus Pius die Grenzen Iberiens von der Südostküste des Schwarzen Meeres bis zum Unterlauf des Mtkwari und vom Kaukasus bis zum Araxes an, was die Beziehungen wieder verbesserte. Auch in der Folgezeit konnten die Parther Iberien nicht erobern und auch die Sassaniden, die dann die Herrschaft in Persien übernahmen, operierten zunächst erfolglos.

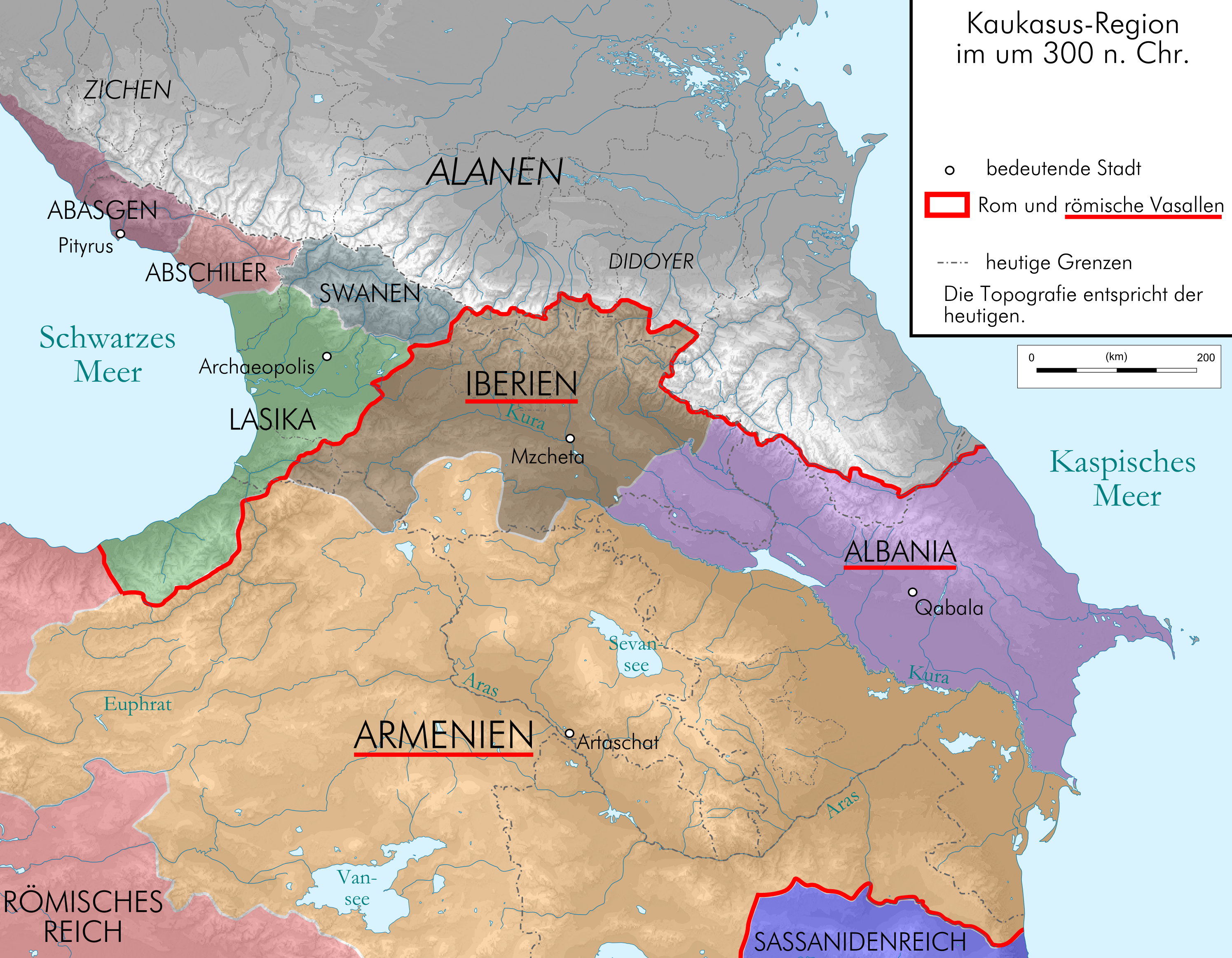
Iberien um 300 n. Chr.

Unter König Amasasp wurde der Einfluss der Perser stärker, es entwickelte sich aber ein freundschaftliches Verhältnis. Allerdings griffen während seiner Regierungszeit die Osseten mehrfach an. Es gelang Amasasp, die Osseten zu besiegen und gemeinsam mit Verstärkung aus Armenien ihr Land nördlich des Kaukasus zu verwüsten. Durch sein starkes Bündnis mit den Persern gegen Kolchis, Armenien und Rom am Ende seiner Regierung fielen die südlichen Eristawis ab. Nach Amasasps Niederlage und Tod kam Iberien wieder in den römischen Einflussbereich.
In der nachfolgenden Zeit orientierte sich Iberien wieder mehr an Rom, da Persien seine Grenzen direkt bedrohte. Im Jahr 337 erklärte König Mirian das Christentum zur offiziellen Religion Iberiens. Legenden bringen die Annahme des Christentums in Verbindung mit den Taten der Kappadokierin Nino. Jedoch gab es in den Gebirgsregionen teils starken Widerstand gegen die Christianisierung, so dass auch militärische Mittel eingesetzt wurden. Die Perser verstärkten zu dieser Zeit ihre Angriffe auf Iberien und konnten 368 den iberischen König Saurmag vertreiben und Aspagur als König einsetzen. Als Saurmag mit römischer Hilfe zurückkam, kam es für kurze Zeit zur Teilung des Landes. Saurmag beherrschte den südwestlichen Teil mit Mzcheta, Aspagur den nordöstlichen, der an Albania grenzte. In den siebziger Jahren gelang es den Persern wieder, ganz Iberien unter ihre Kontrolle zu bringen. Sie entsandten einen Pitiachschi, der die Tributzahlungen eintrieb. Anfang des 5. Jahrhunderts gingen die Perser zeitweise auch gegen die georgische Kirche vor und verbreiteten den Mazdaismus. Ab 540 versuchten die Sassaniden verstärkt, die Georgier zu assimilieren und sich Iberien, aber auch Armenien und Albanien, endgültig einzuverleiben. Dabei ging man auch gegen die georgische Sprache und Kultur vor und nutzte das Verlangen des Feudaladels nach mehr Macht aus.
König Wachtang Gorgasal versuchte daraufhin, in der zweiten Hälfte des 5. Jahrhunderts Widerstand gegen die Perser zu organisieren, doch hatte er nicht uneingeschränkten Rückhalt unter den Fürsten. So ging er zunächst gegen Feudalherren und Kirchenfürsten vor, die seine Oberhoheit nicht anerkannten, wie den Erzbischof Mikael, den er durch einen ihm treuen Bischof ersetzte. Er besiegte die Chasaren und Alanen nördlich des Kaukasus, die während der Perserherrschaft die Kaukasuspässe überrannt und kontrolliert hatten, und besetzte die Pässe wieder mit eigenen Truppen. Nach einem Bündnis mit den Hunnen wagte er den offenen Aufstand gegen Persien. Armenien schloss sich ihm bald an. Da die Hunnen jedoch nicht zu Hilfe kamen, verlor Wachtang den Krieg. Da die Perser auch an anderen Grenzgebieten ihres Reiches kämpften, konnten Armenien und Iberien ihre Selbstständigkeit dennoch ausbauen. Als Wachtang sich aber später weigerte, mit Persien gegen Rom zu ziehen, kam es erneut zum Krieg. Bei der Schlacht am Iori wurde Wachtang schwer verletzt und starb bald darauf. Seitdem ist er das Symbol für den Widerstand gegen Persien. Auf ihn soll auch die Gründung von Tiflis zurückgehen.
Zu Beginn des 6. Jahrhunderts wurde nach einem Aufstand das Königtum von Iberien von den Persern liquidiert und Iberien so ein Teil des Sassanidenreiches.

### Wiedererringung der Selbstständigkeit
571 brachen in Armenien und Iberien Aufstände gegen die Perser aus. Die Aufständischen schickten Boten nach Konstantinopel, um den byzantinischen Kaiser um Unterstützung zu bitten. Vorerst konnten die Iberier und Armenier die persischen Truppen besiegen und deren Befehlshaber töten. Doch bald konnten die Perser die Lage wieder stabilisieren und im Friedensvertrag von 577 zwischen Byzanz und dem Sassanidenreich wurden Iberien und Armenien erneut persisch.
Gegen Ende der Regierungszeit Hormizds IV. wurde Persien von Machtkämpfen erschüttert. Hormizd wurde gestürzt und sein Sohn Chosrau II. floh nach Byzanz. Nachdem er die persische Krone mit byzantinischer Hilfe wiedererlangt hatte, trat er einen großen Teil von Armenien und auch Iberien bis Tiflis an Byzanz ab. Bald konnte den Persern ganz Iberien genommen werden. Herrscher über Iberien war dann Gwaram (Gurgen) aus dem Parnasawidengeschlecht, der als Kuropalat des byzantinischen Kaisers herrschte. Praktisch regierte er als König, Iberien war weitestgehend unabhängig. Als sich die Iberier einem byzantinischen Kriegszug gegen Persien nicht anschlossen, wendeten sich diese an die Chasaren um Hilfe. Die Chasaren fielen aber eigenmächtig in Iberien ein und belagerten gemeinsam mit den Byzantinern Tiflis, in dem sich georgische und persische Truppen verschanzten. Sie konnten die Stadt aber nicht einnehmen. Nach der Niederlage der Perser in der Schlacht bei Ninive 627 aber war Tiflis schutzlos und die Chasaren nahmen es ein. Laut armenischen Chronisten plünderten und mordeten sie, bis keiner mehr am Leben war. Danach war Iberien deutlich mehr von Byzanz abhängig als zuvor.

### Arabische Eroberung
Nach der Eroberung Armeniens zogen die Araber 642 und 643 n. Chr. plündernd durch Iberien, das zu der Zeit bereits auch Kartlien genannt wurde, konnten aber zurückgeschlagen werden. Nach einer Niederlage in Armenien floh der byzantinische Feldherr Mauianos nach Iberien. Die Araber folgten ihm und da er die Macht des Araberreichs kannte, schickte der Erismtawari von Iberien ihnen reiche Geschenke. Daraufhin wurde Iberien Schutz garantiert. So wurde Iberien Vasall der Araber; es mussten versprengte arabische Soldaten von den Iberiern versorgt werden sowie der Islam geachtet. Georgier, die den Islam annahmen, wurden den Arabern gleichberechtigt.
Durch einen Krieg innerhalb des Kalifats, der bis 661 dauerte, errang Iberien wieder mehr Unabhängigkeit. Nach gewalttätigen Versuchen des neuen Kalifen, die Kaukasusländer wieder ganz unter seine Herrschaft zu bringen, fielen diese endgültig von ihm ab. Byzanz forderte daraufhin auch Tribut aus Kaukasien. 686 einigten sich Byzanz und das Kalifat darauf, sich die Zahlungen aus Iberien und Armenien zu teilen. Dies wollten die Georgier nicht dulden und zogen unter Führung des Nerses nach Armenien, wo sie ein arabisches Heer besiegten. Daraufhin fiel eine byzantinische Armee in Iberien ein und stellte die frühere byzantinische Oberherrschaft wieder her. Diese unsichere Lage nutzten nun auch die Chasaren aus und zogen plündernd durch Kaukasien.
Bis Ende des 7. Jahrhunderts aber konnten die Araber Iberien wieder vollständig unter ihre Kontrolle bringen. In der Folgezeit kam es häufig zu Aufständen der Georgier, die aber immer von den Arabern niedergehalten werden konnten. Als in den 730er Jahren, nach einem Sieg der Chasaren gegen die Araber, ein Aufstand losbrach, schickten die Araber Merwan, den die Georgier „den Tauben“ nannten. Er sollte die Iberier bestrafen und richtete große Verwüstungen in Georgien an. 737 unternahmen die Araber einen letzten Vorstoß nördlich des Kaukasus, um sich an den Chasaren zu rächen. Die Araber stellten in Iberien einen Emir an die Spitze des Landes, der Erismtawari blieb aber weiter im Amt, verlor jedoch stetig an Macht. Mit der Zeit kam es zu einer umfangreichen Islamisierung der Gesellschaft und insbesondere die Christen wurden verfolgt. 764 brachen die Chasaren erneut in Kaukasien ein und brachten den Arabern schwere Niederlagen bei. Sie eroberten sogar Tiflis, blieben jedoch nicht in dieser Region, sondern plünderten nur und zogen dann wieder ab.
Ende des 8. Jahrhunderts verstärkte sich der Widerstand gegen die Araber, der von vielen Feudalherren unterstützt wurde. Durch den Machtverlust des Erismtawari von Kartli wuchs ihr Einfluss und nun wollten auch sie die Vorherrschaft der Araber loswerden. 807 schafften die Araber die Funktion des Erismtawari endgültig ab, woraufhin der abgesetzte Fürst Aschot I. den Staat Tao-Klardschetien gründete. Damit hörte der Staat Iberien auf zu existieren, seine Nachfolge trat das Emirat von Tiflis an, das sich wie die anderen Staaten nach und nach vom Kalifat löste.

## Verwaltung
Der Staat gliederte sich seit Parnawas Regierung in Bezirke, denen Eristawis vorstanden. Zur römischen Zeit wurden vom König Pitiachschi ernannt, die in den Bezirken herrschten und den Rang der Eristawis innehatten. Am Hof des Königs waren Geistliche beschäftigt, die jeweils eigene Tätigkeitsbereiche hatten. Auf einer Stele des Pitiachschi Scharagas sind in aramäischer Schrift Namen von Würdenträgern seiner Zeit genannt. Auch gab es das Amt des Baumeisters und des Malers.

## Kultur
Die Kultur Iberiens war stark von den angrenzenden Großmächten beeinflusst. Nach der römischen Eroberung kamen viele römische Waren nach Iberien. Bei Ausgrabungen in der Armasi-Schlucht wurden in den Gräbern große Mengen an Gold- und Silberschmuck gefunden. Die gefundenen Kleidungsstücke sind teils römischen Ursprungs. In der Gesellschaft bestand eine große Kluft zwischen Arm und Reich, so fand man in den Gräbern ärmerer Schichten nur Dachziegel als Grabbeigabe. Über das Pantheon des antiken Georgiens ist wenig bekannt. Als sicher gilt, dass mehrere Gottheiten verehrt wurden, die Götter Armasi, Saden, Gazi, Ga, Ainina und Danina sind namentlich bekannt, nicht jedoch ihre Bedeutung. Die Götter stellte man sich anthropomorph vor, wie die heilige Nino, Bekehrerin Georgiens, berichtet. Es sollen an markanten Stellen häufig Götterstatuen aufgestellt gewesen sein.
Die Menschen wurden zumeist in Gruben oder mit Steinen ausgelegten Gräbern bestattet. Gefäßbestattungen sind für das 4. bis 1. Jahrhundert v. Chr. nachweisbar, wobei ein Zusammenhang zum aufkommenden Weinanbau vermutet wird. Wahrscheinlich wurden verstorbene Weinbauern in gebrauchten Weinkrügen bestattet. Danach kamen auch Dachziegelgräber, Steinsarkophage und Gräber aus Ziegelsteinen und Tonplatten auf. Über die Zeit wurden die für die Gräber verwendeten Steine sorgfältiger bearbeitet. Die Grabbeigaben waren sehr unterschiedlich, in Gräbern reicher Toter fand man goldene Deckscheiben für Augen und Mund, Ringe, Armreife, Schnallen, Pferdegeschirr und silberne Gefäße. Die Beigaben wurden mit Tierdarstellungen verziert, auch importierte Güter wie Glas und Edelsteine wurden zum Schmuck verwendet. An den Gräbern oder an den Grabbeigaben waren häufig Inschriften angebracht worden, die über den Toten Auskunft gaben. Die iberischen Könige wurden, georgischen Chroniken zufolge, in Mausoleen beerdigt. In christlicher Zeit wurden die Gräber mehr und mehr mit Steinplatten ausgelegt, die Verstorbenen wusch man und salbte sie mit Öl.
Bei Uplisziche fand man Reste einer Anlage mehrerer Hallen, die in den Fels gehauen waren. Vermutlich handelt es sich dabei um eine frühe Form eines Theaterbaus. Prokopios von Ceasarea berichtet von einem Theater und einem Hippodrom in der Stadt Apsaros. Vermutlich war das georgische Theater eng mit Tanz und Ritual verknüpft. Aus georgischen Chroniken und Darstellungen sind Gesänge und Musik aus Blasinstrumenten zu Kultfesten des Gottes Armasi überliefert. Mit Beginn der Christianisierung wurden unter König Mirian, der das Christentum als Staatsreligion eingeführt hatte, die ersten Kirchen als Basiliken aus Holz errichtet. Die erste davon baute man in Mzcheta, eine weitere, noch heute erhaltene, in Bolnisi. Der dreischiffige Bau mit einer hufeisenförmigen Apsis besitzt ein Satteldach, das von fünf Säulenpaaren getragen wird. Im 6. Jahrhundert kam ein neuer Kirchentyp auf, Kreuzkuppelkirchen in monumentaler aber einfacher Gestaltung. Ein bis heute erhaltenes Beispiel ist die Dschwari-Kirche in Mzcheta.
Die georgische Schrift wird erstmals zur Zeit Parnawas' erwähnt, ist aber vermutlich wesentlich älter. In der Folgezeit fand sie mehr und mehr Verbreitung, aber auch andere Schriften, wie Griechisch, Aramäisch und Hebräisch, waren in Gebrauch. Dabei kam die Aramäische Schrift in einer besonderen Variante vor, der Armasi-Schrift, die es nur in Iberien gab. Die ersten erhaltenen Schriften in Georgisch stammen aus frühchristlicher Zeit.
In der frühchristlichen Zeit Iberiens entstanden die ersten bekannten literarischen Werke, vor allem Hagiographien und geistliche Lyrik. Dazu zählen unter anderem das Martyrium der heiligen Schuschaniki und Das Martyrium des heiligen Exstati von Mzcheta. Letzteres handelt von der Bekehrung eines Persers zum Christentum. Im 6. Jahrhundert wirkte in Mzcheta der Asket Schio Mghwimeli, von dem zwei kirchliche Hymnen erhalten sind. Die meisten Werke aber gingen in den Kriegen der folgenden Zeit wieder verloren. Aus der Zeit der Araberherrschaft sind mehrere Hagiographien erhalten, die den Widerstand von Christen schildern, wobei der Kampf für das Christentum mit dem für Georgien vermischt wird. Beispiele sind das Martyrium des heiligen Habo von Tiflis und das Martyrium des heiligen Gobron.

## Wirtschaft
Handelsverbindungen bestanden zu Städten in Vorderasien und dem östlichen Mittelmeerraum. Das Land hatte keine eigenen Münzen, prägte aber Goldmünzen aus der Zeit Alexanders des Großen nach. Auch Stateren wurden geprägt. Außerdem wurden Münzen aus Griechenland, Pontos, dem ptolemäischen Ägypten, Syrien, der Stadt Sinope, Baktrien, Sogdien und dem Partherreich gefunden.
Die Städte waren alle an Handelsstraßen gelegen, die bedeutendsten waren Mzcheta, Uplisziche, Urbnisi, Udsharma, Schorapani, Wani, Kutaissi und Nokalakewi. Die Städte waren von massiven Mauern umgeben, in denen Beobachtungs- und Wehrtürme eingelassen waren. Der Gebrauch von Mörtel ist ab dem 3. Jahrhundert v. Chr. belegt, seitdem wurden die Häuser meist innen verputzt. Die Städte verfügten über Bäder, Wasserleitungen und Kanalisation. Die Badeanstalten bestanden aus einem Umkleideraum, einem zum Aufwärmen, einem heißen, warmen und kühlen Bad und dem Heizsystem im Erdgeschoss. Iberien verfügte über ein Netz befestigter Straßen, dass vor allem für den Handel genutzt und regelmäßig instand gehalten wurde. Überlandwege waren mit hölzernen Pflaster befestigt, in den Städten wurden meist Flusssteine verwendet, in einigen Fällen wurden die Steine mit Mörtel gebunden. An großen Flüssen gab es ständigen Fährbetrieb oder auch Brücken, so berichtet Strabon von 120 Brücken über den Fluss Phasis oberhalb von Schorapani. Auch in Mzcheta gab es zwei Brücken, über den Aragwi und den Mtkwari.
Neben Statuen von Göttern sind auch zahlreiche Tierdarstellungen erhalten, meist aus Stein oder Metall. Metallverarbeitung war in Iberien weit verbreitet, sie diente der Produktion von Waffen, Schmuck und Werkzeugen. Reste einer antiken Werkstatt wurden bei Grdseli Mindori gefunden. Dort wurden Eisen, Blei, Kupfer und Gold verarbeitet. In Iberien wurde zudem bereits ab dem 6. Jahrhundert Glas hergestellt. Dieses war undurchsichtig und gefärbt. Viele Glasprodukte wurden aber auch aus Phönikien, Kreta, Syrien und Ägypten importiert. Im 1. Jahrhundert kam farbloses durchsichtiges Glas auf, aus dem vor allem Geschirr gefertigt wurde. Zudem hatte sich in Iberien eine Textilfärbekunst entwickelt. Herodot lobte die georgischen Textilien, deren Farben nie ausbleichen, sondern sich mit der Wolle abnutzen würden.